# G-Unit Books
G-Unit Books — імпринт, створений репером 50 Cent 4 січня 2007 р. в Центр Тайм-Ворнер у Нью-Йорку спільно з MTV/Pocketbooks, де 15 квітня 2006 вийшли успішні мемуари виконавця From Pieces to Weight. Компанія видавала книги разом з іншим імпринтом Pocketbooks, Gallery Books.
50 Cent є співавтором The Ski Mask Way, роману про дрібного наркоторговця, який намагається пограбувати своїх роботодавців. Назва є посиланням на однойменну пісню з другого студійного альбому The Massacre (2005). Після Tia's Diary: Deeper Than Rap нові твори 50 Cent виходять в інших видавництвах, часто без участі G-Unit Books.